# Elvira Savino
Elvira Savino (Castellana Grotte, 6 giugno 1977) è una politica italiana.

## Biografia
Nata a Castellana Grotte, vive a Napoli. Nel 1995 a 18 anni si candida alle elezioni comunali a Conversano (Bari) nelle file di Rifondazione Comunista. Nel 2003 si laurea in Economia e Commercio, presso l'Università degli Studi di Bari, con una tesi in politica economica. Ha seguito, sempre nel 2003, un corso di specializzazione per il miglioramento continuo dei processi aziendali con uno studio approfondito dei modelli di eccellenza e leadership etica presso la Camera di Commercio di Bari. Ha proseguito la sua formazione con un master in relazioni pubbliche europee presso Ateneo Impresa spa, a Roma.
Da aprile del 2004 ha lavorato nell'area ICT e new media, in qualità di project manager assistant, per la società Business International del gruppo Fazi Editore, specializzata in formazione manageriale. L'anno successivo ha lavorato nell'ufficio stampa e comunicazione dell'UDC essendo vicina a Paolo Messa, portavoce del segretario Marco Follini. 
Sempre nel 2005 ha modo di conoscere il Premier Silvio Berlusconi ad una convention di Liberal di Ferdinando Adornato. Da gennaio 2006 è stata consulente di Rai New Media, per la promozione di nuovi canali digitali e da maggio 2006 collabora con il progetto editoriale Formiche.
È stata eletta alla Camera dei deputati per il Popolo della Libertà nella XVI e XVII legislatura della Repubblica Italiana. Diventando anche capogruppo di Forza Italia nella XIV Commissione Politiche dell'Unione Europea. Il 16 novembre 2013, con la sospensione delle attività del Popolo della Libertà, aderisce a Forza Italia. Alle elezioni politiche del 2018 si ricandida alla Camera nella circoscrizione Puglia per il proporzionale ed è rieletta. Alle elezioni politiche anticipate del 25 settembre 2022 non viene ricandidata.

## Vita privata
Si è sposata nel settembre 2008 con Ivan Campili, imprenditore napoletano, avendo come testimone di nozze Silvio Berlusconi. La coppia ha avuto un figlio, Giovanni. Dopo la loro separazione, la Savino è legata all'imprenditore Alessandro Moggi.

## Controversie
Nel 2009 risultava indagata con l'accusa di trasferimento fraudolento di beni per aver agevolato il riciclaggio di denaro sporco aprendo un conto corrente bancario fittizio alla Banca Antonveneta di Bari-Palese utilizzato in realtà dall'imprenditore Michele Labellarte, cassiere del boss Savino Parisi. Elvira Savino avrebbe ottenuto una carta di credito American Express, aiuti finanziari per 3.500 euro, ricariche telefoniche, il pagamento di un biglietto aereo Roma-Bari. Nel marzo 2016 il Tribunale di Bari ha prosciolto nel corso del processo quindici imputati, tra cui la Savino, per intervenuta prescrizione.